# Couverture médiatique de la guerre de Gaza depuis 2023
Pour des articles plus généraux, voir Guerre à Gaza depuis 2023 et Couverture médiatique du conflit israélo-palestinien.
La guerre de Gaza depuis 2023 est largement couverte par différents médias à travers le monde. Toutefois, depuis le début du conflit en octobre 2023, Israël interdit l'accès de l'enclave à tous les médias internationaux, et cible délibérément les journalistes palestiniens sur place, dont 200 ont été tués en 20 mois.

## Blocus médiatique de l'enclave par Israël
Depuis le début de la guerre en octobre 2023, Israël interdit l'accès de l'enclave à tous les journalistes étrangers, à l'exception de visites ponctuelles accompagnées et dirigées par l'armée israélienne. Ce verrouillage de l'information est critiqué par de nombreux médias et associations de journalistes. En juin 2025, 130 médias et associations, dont Reporters sans frontières, exigent la fin du black-out médiatique de l'enclave.

## Couverture
En plus de la fermeture des frontières de Gaza aux journalistes étrangers, les forces israéliennes ont « méthodiquement détruit l'infrastructure des médias sur le territoire et étouffé le journalisme » afin d'imposer un « blackout médiatique » sur la guerre à Gaza selon Reporters sans frontières. Plus d'une centaine de journalistes ont été tués en un an, des rédactions détruites, internet et l'électricité coupés et la presse étrangère bloquée.
Tsahal dispose d'une Unité du porte-parole de Tsahal (en) désignée qui est responsable de la politique d'information de l'armée israélienne et traite des relations avec les médias en temps de paix et de guerre. Elle sert de liaison entre l'armée et les marchés médiatiques nationaux et étrangers, ainsi qu'avec le grand public, et joue un rôle clé dans la diplomatie publique d'Israël,.

### Journalistes locaux
Israël interdisant toujours l’accès de l’enclave à la presse étrangère, officiellement pour des raisons de sécurité, de nombreux palestiniens, souvent jeunes, ont été amenés à reporter eux-mêmes les exactions commises par Israël. Dans ses attaques, Israël a tué de nombreux journalistes, près de 79 à la date du 9 janvier 2024 (3 mois après le début de la guerre), faisant déclarer l'organisation Reporters sans frontières « qu’il y a une véritable éradication du journalisme dans la bande de Gaza ». Au mois d'avril 2025, ce sont 210 journalistes palestiniens qui ont été tués par l'armée israélienne.
Motaz Aizaza, âgé de 24 ans en 2023, est devenu l'un des journalistes les plus suivis dans le monde, avec près de 18 millions de "followers" sur Instagram, avec ses nombreux reportages sur la situation dans la Bande de Gaza. Il a été nommé Homme de l'année par le magazine GQ Moyen Orient.
L'une des seules chaînes qui émettaient depuis Gaza, Al Jazeera, est interdite par le gouvernement israélien dans son pays le 5 mai 2024 et son matériel est saisi.
De nombreux journalistes palestiniens sont aussi arrêtés et emprisonnés sous le régime de la « détention administrative », qui permet aux autorités israéliennes d'emprisonner des Palestiniens sans procès et sans leur notifier ce qui leur est reproché. 

### Médias israéliens
Les principaux médias israéliens apportent un appui inconditionnel aux opérations de l'armée dans la bande de Gaza tandis que les souffrances subies par la population palestinienne sont ignorées. 
« The Seventh Eye », site d'investigation israélien consacré aux médias, relève également que « tous les médias en Israël, de la chaîne 11 à 14, ne montrent pas d'images de la souffrance humaine à Gaza ». Les télévisions « peuvent montrer des images de décombres, d'un bâtiment bombardé mais pas les histoires individuelles des personnes touchées ». Les données du ministère de la Santé de la bande de Gaza, jugées fiables par l'ONU, ne sont pas reprises dans les médias israéliens. La chaîne 14 affirme ainsi que l'ensemble des plus de 40 000 personnes tuées entre octobre 2023 et septembre 2024 étaient des « terroristes ».
Dans le paysage médiatique israélien, seuls le quotidien Haaretz et le site d'information en ligne +972 Magazine mènent des enquêtes sur la bande de Gaza et évoquent les souffrances des civils. Toutefois, leurs audiences restent limitées à « une gauche intellectuelle minoritaire » en Israël.
Le gouvernement israélien oblige les journalistes à soumettre tout article touchant aux « questions de sécurité » à la censure militaire. En 2024, 1 635 articles ont été totalement interdits à la publications et 6 265 l'ont été partiellement, soit 21 reportages censurés chaque jour en moyenne.

### Médias occidentaux
Les médias grand public ont largement couvert le conflit, mettant l'accent sur le bilan humain et les défis auxquels sont confrontés les journalistes et les plateformes d'information. Cependant, distinguer le fait de la fiction s'est révélé difficile en raison de la complexité du conflit.
La BBC a été critiquée par des journalistes, et le Secrétaire d'État à la Défense du Royaume-Uni, Grant Shapps, pour avoir utilisé le terme « militants » plutôt que « terroristes » pour désigner les membres du Hamas, considéré comme une organisation terroriste par le gouvernement britannique. La BBC a répondu en déclarant que, pour rapporter de manière objective, elle n'utiliserait pas le terme « terroriste » sans attribution et qu'elle avait invité des contributeurs qui ont qualifié le Hamas de terroriste,.
Une analyse de la couverture de la BBC par openDemocracy a révélé que les perspectives palestiniennes étaient "totalement absentes" de la couverture du réseau, et que la couverture de la BBC décrivait régulièrement les décès israéliens avec des mots tels que "meurtre", "massacre", "atrocité" et "carnage", mais pas pour les décès palestiniens.
L'humoriste égyptien, animateur de télévision et chirurgien Bassem Youssef, connu pour son comique satirique, a été interviewé par Piers Morgan pour son émission Piers Morgan Uncensored les 17 octobre et 1ᵉʳ novembre. L'interview d'octobre est devenue virale et a recueilli au moins 17 millions de vues, avec Youssef mettant en évidence le contexte du conflit israélo-palestinien, la juxtaposition avec la guerre russo-ukrainienne et la guerre à Gaza en cours, souvent dans son humour satirique,.
D'après Arrêt sur images, la couverture de la guerre suscite de vifs débats internes au sein de la rédaction du quotidien français Libération. Le chef de la rubrique de vérification des faits CheckNews estime que les unes du journal sont défavorables aux habitants de Gaza, tandis qu'une journaliste de la rubrique société du journal juge qu'un article de CheckNews portant sur des informations fausses, douteuses ou invérifiables sur de prétendues exactions du Hamas auraient « alimenté le négationnisme ». Le directeur de Libération Dov Alfon dépublie quant à lui de la version papier un portrait consacré à la représentante de l'Autorité palestinienne à Paris, Hala Abou Hassira, jugeant qu'il aurait comporté des propos « négationnistes ».

#### Double standard dans la couverture médiatique
Des accusations de deux poids, deux mesures dans la couverture médiatique des conflits ont émergé. Les critiques affirment que le droit à l'autodéfense de l'Ukraine est souvent salué par les dirigeants internationaux, mais le même soutien n'est pas toujours accordé aux actions d'Israël en Cisjordanie et à Gaza,. Le ministre des Affaires étrangères de la Jordanie, Ayman Safadi (en), a également accusé la communauté internationale d'appliquer des "Double standard" en ce qui concerne les Palestiniens.
Le 23 novembre 2023, huit journalistes basés au Royaume-Uni employés par la BBC ont écrit à Al Jazeera pour exprimer leurs préoccupations concernant le double standard de la couverture de la BBC sur la guerre entre Israël et le Hamas en 2023, en la comparant à la couverture « sans détour » des crimes de guerre russes en Ukraine. Les journalistes ont accusé la société médiatique d'omettre le contexte historique et de s'investir dans l'humanisation des victimes israéliennes tout en négligeant d'humaniser les victimes palestiniennes.
Dans une lettre ouverte aux médias australiens, des journalistes ont critiqué un double standard de confiance accordée aux Forces de défense israéliennes (IDF), affirmant que « le gouvernement israélien est également un acteur de ce conflit, avec des preuves croissantes qu'il commet des crimes de guerre et un historique documenté de diffusion de désinformation. La version des événements du gouvernement israélien ne devrait jamais être rapportée textuellement sans contexte ni vérification des faits. »

#### Renvoi de Steve Bell
Le 19 octobre, The Guardian a annoncé le renvoi du caricaturiste éditorial Steve Bell, qui contribuait au journal depuis 1983, après avoir réalisé une caricature du Premier ministre israélien Benjamin Netanyahu tenant un scalpel et s'apprêtant à faire une incision en forme de bande de Gaza dans son abdomen. Bien que Bell ait déclaré s'être inspiré d'une caricature similaire du président américain Lyndon Johnson pendant la Guerre du Vietnam, il a été accusé d'antisémitisme pour avoir prétendument évoqué la "livre de chair" demandée par le personnage juif Shylock dans la pièce de William Shakespeare Le Marchand de Venise.

#### Critiques du traitement médiatique français par Acrimed
À la fin du mois de mars 2024, Blast publie une vidéo en partenariat avec Acrimed, association française de critique des médias, qui analyse le traitement médiatique des attaques du 7 octobre et des représailles israéliennes. Acrimed y souligne la dépolitisation et le présentisme des médias dominants, c’est-à-dire la « propension systématique à déshistoriciser chaque nouvelle étape du conflit en la traitant comme si elle ne s’inscrivait pas à la fois dans une histoire longue et dans un contexte spécifique ». Acrimed note que le cadrage médiatique qui s’est imposé a reposé sur l’idée que « tout a commencé le 7 octobre », qu’Israël procède alors à une riposte et que cette riposte ne vise que le seul Hamas. Pour Acrimed, le rappel du contexte, qui n’a pas été fait par les médias, n’a pas vocation à excuser mais d’essayer de permettre de comprendre et situer.
Selon l’association, le nom du conflit qui s’est imposé dans les médias : « guerre Israël-Hamas » pose problème car « elle fige une certaine représentation du conflit qui concentre un grand nombre de biais, d’angles morts et de raccourcis journalistiques » et « met en équivalence un État doté d’une puissante armée régulière, approvisionné en artillerie lourde et à flux continue par les États-Unis et d’autres puissances occidentales et d’autre part un groupe politique et sa branche armée ». De plus, cette formule reprendrait à son compte « le récit israélien selon lequel la vaste campagne militaire contre la bande de Gaza aurait pour objectif de neutraliser le Hamas et que le reste ne serait que des dommages collatéraux […] comme si […] le seul objectif de guerre était la destruction du Hamas et non de l’ensemble des infrastructures palestiniennes voire de l’existence d’une question nationale palestinienne ». Le cadrage « guerre Israël-Hamas » ou « guerre Israël-Gaza » aurait également contribué à marginaliser médiatiquement la Cisjordanie et renforcerait l’idée d’une disparition de la question nationale palestinienne.
Acrimed relève que le traitement de certains médias comme BFMTV aurait participé à la communication de guerre israélienne et aurait contribué à préparer les esprits aux représailles. Acrimed parle ainsi de « suivisme » à l’égard de la communication israélienne comme par exemple lorsque BFMTV présente des vidéos comme des « images fournies par l’armée israélienne » tandis que ce média parle d’ « images de propagande du Hamas » pour désigner les vidéos venant de l’autre camp.

#### Réseaux sociaux
Le ministère des Affaires étrangères israéliens affirme avoir approché près d'un millier d'influenceurs de toutes les nationalités afin de relayer sur les réseaux sociaux le narratif du gouvernement israélien. Dans la sphère francophone, Julien Bahloul et Ingrid Cohen, influents sur les réseaux Twitter et Instagram, travaillent dans ce cadre avec les services du gouvernement israélien.

### Campagnes de désinformation
Le quotidien Haaretz et l’ONG israélienne Fake Reporter ont révélé que le gouvernement israélien mène une campagne de désinformation anti-palestinienne visant, aux États-Unis et au Canada, des publics juifs, afro-américains et progressistes. Elle a débuté avec le lancement fin 2023 de trois « vrais-faux » sites, mêlant nouvelles confirmées et infox déguisées, avec également une activité sur les réseaux sociaux. Chacun de ces sites visaient un public différent avec des messages adaptés en conséquence. Plusieurs autres sites de désinformation ont également été créés par les autorités israéliennes au printemps 2024. L’un d’eux est le site United States Citizens for Canada qui publie du contenu islamophobe. Un autre, Arab Slave Trade Site, cible les Noirs américains dans le but de répéter le message selon lequel les Arabes étaient des marchands d’esclaves en Afrique. Un autre site appelé Serenity Now se décrit comme libertaire et cherche à persuader la jeunesse progressiste américaine de s’opposer à la création d’un État palestinien parce que « les États sont des structures artificielles » et qu’un État palestinien « nuirait aux objectifs du mouvement progressiste ».
Ces différents sites ont également relayé de la propagande visant l’UNRWA, l’agence de l’ONU chargée des réfugiés palestiniens, et tenté de discréditer les images montrant des victimes des bombardements en affirmant qu'il s'agissait de mises en scène de « Pallywood », amalgame de Palestine et d’Hollywood, avec des figurants. L’interdiction de tout accès à la bande de Gaza pour la presse internationale facilite les campagnes de diffamation des sources palestiniennes, afin de relativiser, voire de contester le bilan humain des bombardements.
Par ailleurs, selon une enquête du Guardian, le gouvernement israélien a investi en quelques mois 8 millions de dollars dans une campagne, cette fois publique, de dénonciation de « l’antisémitisme » sur les campus américains, d’une part, et d’assimilation de la critique d’Israël à de l’antisémitisme, d’autre part.